# Justusstift

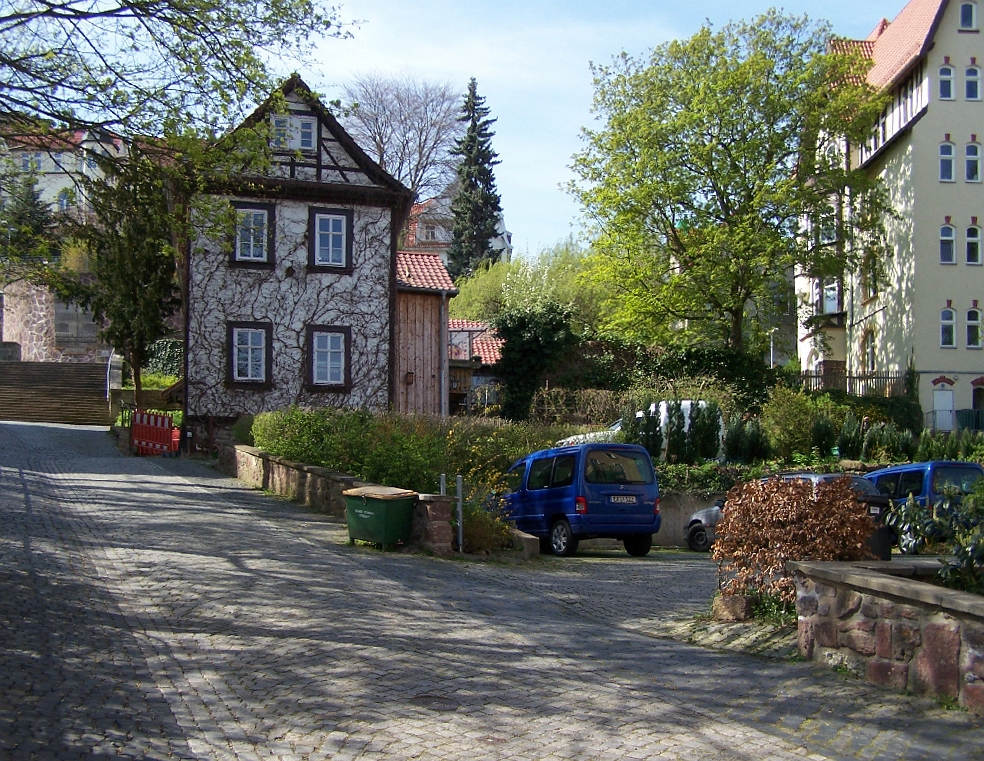
Erster Standort von St. Justus

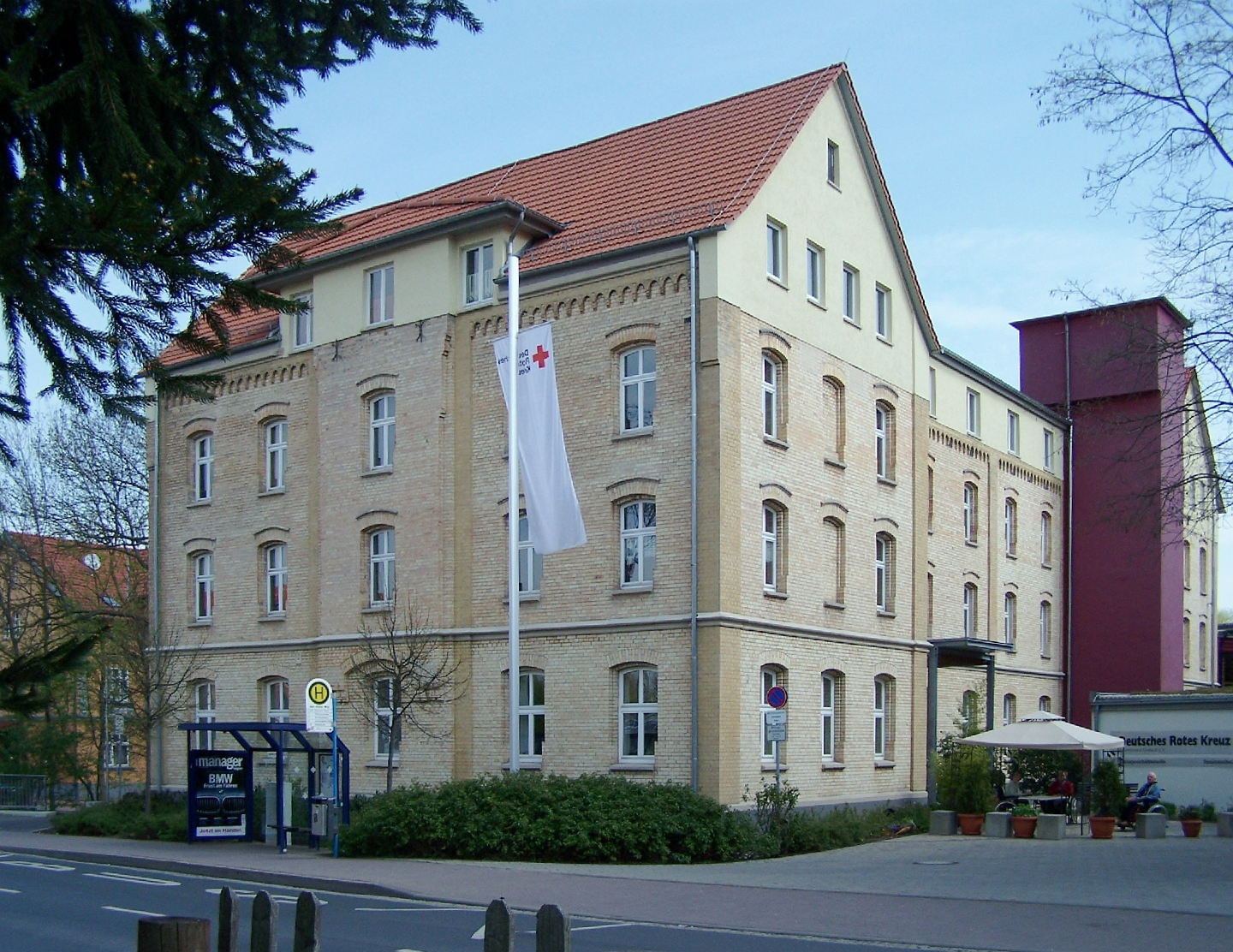
Der Neubau des Justusstifts

Das Justusstift war ein Hospital in Eisenach und ist heute ein Seniorenwohnheim. 

## Geschichte
Das Gebäude des Hospitals St. Justus stand zwischen dem ehemaligen Diaconat und der Kirchnerwohnung am Pfarrberg, etwas oberhalb des heutigen Postamt.
Das Eisenacher Hospital St. Justus wurde auch „Heiligenhaus“ und „Weibersiechen“ genannt. Es gehörte zum benachbarten Franziskanerkloster und war zunächst nur eine mit vielen Heiligenbildern geschmückte Andachtskapelle. Zur Unterbringung alter und kranker Frauen innerhalb der Stadt wurde die Kapelle mit weiteren Anbauten zu einem Spital und Siechenhaus umgewidmet. Das Spital besaß einen Ziehbrunnen in der Gasse, vor dem Haus gelegen und einen großen Garten, welcher von den Pfründnerinnen genutzt wurde. 
Die Kosten für die Unterbringung im Siechenhaus wurden durch Spenden und Abgaben gedeckt. Das Hospital durfte den Friedhof des benachbarten Franziskanerklosters mitbenutzt. Nach der Reformation wurde das Franziskanerkloster aufgegeben, das Hospital aber bestand bis 1883. In diesem Jahre wurde es zusammen mit dem Hospital St. Spiritus in die sogenannte „Eichelsche Stiftung“ in das neugebaute Spital an der Fischerstadt (Hospitalstraße) verlegt. Das baufällige Haus kaufte die Stadt und riss es 1885 nieder.
Der Neubau des Justusstifts ist ein Seniorenwohnheim. Es wird vom DRK getragen.